# Jorge Isaacs

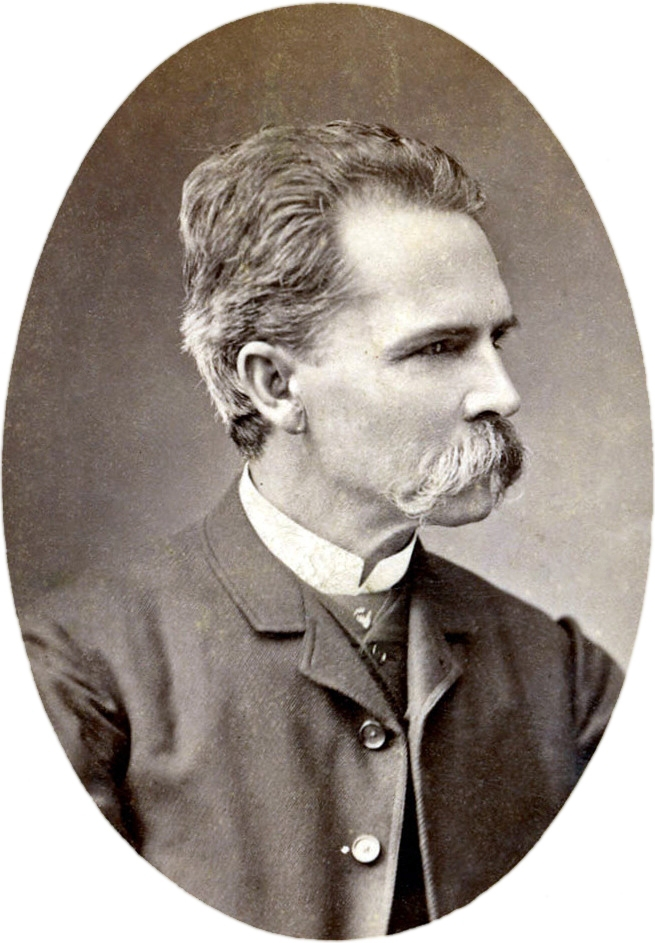
Jorge Isaacs

Jorge Isaacs Ferrer (Cáli, 1 de Abril de 1837 — Ibagué, 17 de Abril de 1895), foi um escritor colombiano.
Sua fama se deve a um pequeno volume de poemas (Poesias, 1864), e a um único romance (María, 1867), que teve sucesso imediato e se transformou em um dos romances mais populares e imitados da América Latina.
O romance La hoguera lame mi piel con cariño de perro, da escritora colombiana Adelaida Fernández Ochoa, apresenta como personagens principais Nay e Sundiata, filha e neto da protagonista María.